# Mikołaj Kolankowski
Mikołaj Kolankowski (ur. 4 grudnia?/16 grudnia 1884 w Smoleńsku, zm. 24 grudnia 1946 we Wrexham) – pułkownik saperów Wojska Polskiego II Rzeczypospolitej i Polskich Sił Zbrojnych.

## Życiorys
W 1903 roku ukończył szkołę realną w Smoleńsku i zdał tam maturę, po czym wstąpił do Szkoły Wojennej Piechoty Pawła I w Piotrogrodzie, po jej ukończeniu w 1906 roku wyznaczony został na dowódcę kompanii w 2 batalionie kolejowym. W 1909 roku ukończył Oficerską Szkołę Kolejową, a w 1913 roku – Oficerską Szkołę Automobilną w Piotrogrodzie. W czasie wojny był w armii rosyjskiej dowódcą kompanii w 5 bsap-pont (5 batalion pionierów), z którą do 1917 roku rozbudowywał pozycje obronne, organizował przeprawy przez Dniestr, Styr, San.
W 1918 roku, jako dowódca kompanii w 8 batalionie kolejowym w 2 pułku inżynieryjnym II Korpusu Polskiego na Wschodzie, brał udział w bitwie pod Stanisławowem i następnie pod Kaniowem, gdzie dostał się do niewoli niemieckiej, z której uciekł. Pod koniec 1918 roku został dowódcą 1 batalionu kolejowego w 1920 roku z 1 batalionem kolejowym i następnie jako szef kolejnictwa polowego 2 Armii, bierze udział w walkach z bolszewikami. Po Bitwie Warszawskiej skutecznie odbudowywał linie kolejowe i mosty, co umożliwiło szybki przerzut wojsk 2 Armii i jej zaopatrzenia pod Grodno, do prowadzenia operacji nad Niemnem.
W latach 1921–1924 był dowódcą kadry batalionu zapasowego 1 pułku wojsk kolejowych i dowódcą tego pułku. W 1925 roku ukończył roczny kurs fortyfikacyjny w Oficerskiej Szkole Inżynieryjnej, po którym został szefem saperów w Dowództwie Okręgu Korpusu Nr V w Krakowie. W 1929 roku wyznaczono go na dowódcę 4 Brygady Saperów i przeniesiono do korpusu oficerów inżynierii i saperów. Rok później był szefem saperów w Ministerstwie Spraw Wojskowych. W 1931 roku powrócił na stanowisko dowódcy 4 Brygady Saperów. 30 września 1934 roku został przeniesiony w stan spoczynku.
W sierpniu 1940 roku został wyznaczony na stanowisko zastępcy dowódcy Obozu Oficerskiego Nr 23 w Rothesay na wyspie Bute w Szkocji.

## Awanse
- podporucznik – 1906
- kapitan – 1918 ze starszeństwem z dniem 22 kwietnia 1917[7]
- podpułkownik[8]
- pułkownik – ze starszeństwem z dniem 1 czerwca 1919[9]

## Ordery i odznaczenia
- Krzyż Walecznych (dwukrotnie: po raz pierwszy w 1921[10])
- Złoty Krzyż Zasługi (10 listopada 1928)[11][12]
- „Krzyż Kaniowski”
- Komandor Orderu Białego Orła (Jugosławia, 1931)[13]
- Komandor Orderu Korony Rumunii (Rumunia, 1933)[14]
- Medal Zwycięstwa („Médaille Interalliée”) (1925)[15]
- Order Świętego Stanisława II i III klasy (Imperium Rosyjskie)
- Order Świętej Anny II, III i IV klasy (Imperium Rosyjskie)
- Order Świętego Włodzimierza IV klasy (Imperium Rosyjskie)